# 第9普通科連隊
第9普通科連隊（だいきゅうふつうかれんたい、JGSDF 9th Infantry Regiment）は、陸上自衛隊旭川駐屯地（北海道旭川市）に駐屯していた第2師団隷下の普通科連隊で、第2師団（乙）に改編のため整理削減の対象となり、1995年（平成7年）に廃止となった。

## 概要
連隊長は、1等陸佐（二）をもって充てられ、連隊本部、本部管理中隊、4個普通科中隊および重迫撃砲中隊により編成されてていた。
当時、自衛隊の部隊の中でも最も精強な部隊として知られていた第2師団における魁連隊として、師団長の虎の子部隊としての位置づけから優秀な隊員が配置されていたことで知られている。各部隊対抗での競技会や検閲では、第9普通科連隊の右に出る部隊はないとまで言われ、その存在は北部方面隊でもトップレベルにあった。

## 沿革
第9連隊
- 1951年（昭和26年）5月1日：警察予備隊第3管区隊第9連隊が善通寺駐屯地において編成完結。第3大隊は松山駐屯地に配置。

第9普通科連隊
- 1954年（昭和29年）
  - 7月1日：陸上自衛隊発足により、第9連隊が第9普通科連隊に称号変更。
  - 8月20日：第9普通科連隊第14中隊と第11普通科連隊第14中隊を母体として第102特車大隊を富士駐屯地に新編。
  - 9月10日：第9普通科連隊第2大隊を基幹に第15普通科連隊が善通寺駐屯地において編成完結。
  - 9月30日：第9普通科連隊（第2大隊欠）が善通寺駐屯地（主力）および松山駐屯地（第3大隊）から東千歳駐屯地に移駐、第2管区総監に隷属[1]
  - 10月30日：第9普通科連隊（第2大隊欠）が東千歳駐屯地から真駒内駐屯地に移駐。
- 1955年（昭和30年）11月10日：第9普通科連隊（第2大隊欠）が真駒内駐屯地から旭川駐屯地に移駐。
- 1962年（昭和37年）1月18日：第2管区隊の第2師団への改編に伴い、連隊再編。本部管理中隊および4個普通科中隊、重迫撃砲中隊編成となる。
- 1988年（昭和63年）3月25日：第2師団の近代化改編により、自動車化連隊に改編。
- 1995年（平成07年）3月28日：第9普通科連隊（旭川駐屯地）が廃止[1]。40年の歴史に幕を閉じる。最終の連隊長は中村宏一郎1等陸佐であった。

## 廃止時の部隊編成
- 第9普通科連隊本部
- 本部管理中隊「9普-本」
- 第1普通科中隊「9普-1」
- 第2普通科中隊「9普-2」
- 第3普通科中隊「9普-3」
- 第4普通科中隊「9普-4」
- 重迫撃砲中隊「9普-重」

## 歴代の連隊長
| 代 | 氏名                     | 在職期間                        | 前職                                | 後職                                  |
| -- | ------------------------ | ------------------------------- | ----------------------------------- | ------------------------------------- |
| 01 | 岡本富三郎 （1等警察正） | 1951年05月01日 - 1954年06月30日 | 帯広駐屯地部隊長                    | 第4管区総監部幕僚長                   |
| 02 | 柚木崎好武               | 1954年07月01日 - 1956年08月15日 |                                     | 第2管区総監部幕僚長                   |
| 03 | 藤沼清                   | 1956年08月16日 - 1958年07月31日 | 北部方面総監部監察隊長 兼 監察課長  | 自衛隊千葉地方連絡部長                |
| 04 | 福山修                   | 1958年08月01日 - 1961年07月31日 | 防衛研修所派遣勤務                  | 朝霞駐とん地業務隊長                  |
| 05 | 箕浦文雄                 | 1961年08月01日 - 1963年07月31日 | 陸上幕僚監部第2部地誌班長           | 西部方面総監部第1部長                 |
| 06 | 伊藤博邦                 | 1963年08月01日 - 1965年07月15日 | 陸上自衛隊富士学校 機甲科教育部勤務 | 陸上幕僚監部第5部訓練演習班長         |
| 07 | 大野敏夫                 | 1965年07月16日 - 1967年07月16日 | 西部方面総監部第3部勤務             | 陸上幕僚監部付                        |
| 08 | 功刀松男                 | 1967年07月17日 - 1969年07月15日 | 陸上幕僚監部付                      | 東部方面総監部第1部長                 |
| 09 | 大津琢之                 | 1969年07月16日 - 1971年07月15日 | 第9普通科連隊副連隊長               | 陸上自衛隊幹部学校学校教官            |
| 10 | 寺本克之                 | 1971年07月16日 - 1973年07月15日 | 陸上幕僚監部第3部勤務               | 陸上自衛隊調査学校研究課長            |
| 11 | 青地彌一郎               | 1973年07月16日 - 1975年07月15日 | 統合幕僚会議事務局第2幕僚室勤務     | 北部方面総監部第2部長                 |
| 12 | 倉林昭三                 | 1975年07月16日 - 1977年03月15日 | 第13師団司令部第3部長               | 陸上幕僚監部第1部業務班長             |
| 13 | 鳥井順                   | 1977年03月16日 - 1978年07月31日 | 陸上自衛隊富士学校学校教官          | 陸上幕僚監部教育訓練部訓練課 演習班長 |
| 14 | 野田重雄                 | 1978年08月01日 - 1980年07月31日 | 陸上自衛隊富士学校勤務              | 陸上自衛隊幹部候補生学校教育部長      |
| 15 | 平井賢一                 | 1980年08月01日 - 1982年03月15日 | 統合幕僚学校学校教官                | 陸上自衛隊幹部学校研究員              |
| 16 | 佐々木正人               | 1982年03月16日 - 1984年03月15日 | 東北方面総監部防衛部防衛課長        | 陸上自衛隊幹部学校学校教官            |
| 17 | 高濱功                   | 1984年03月16日 - 1986年07月31日 | 第7師団司令部第1部長                | 自衛隊体育学校企画室長                |
| 18 | 海老原利幸               | 1986年08月01日 - 1989年03月15日 | 陸上自衛隊富士学校学校教官          | 北部方面総監部付                      |
| 19 | 戸高喜一朗               | 1989年03月16日 - 1991年03月31日 | 第12師団司令部第4部長               | 防衛研究所所員                        |
| 20 | 梅崎盛敏                 | 1991年04月01日 - 1993年06月30日 | 中部方面総監部防衛部訓練課長        | 自衛隊帯広地方連絡部長                |
| 末 | 中村宏一郎               | 1993年07月01日 - 1995年03月27日 | 東北方面総監部人事部人事課長        | 札幌駐屯地業務隊長                    |

## 連隊の廃止
北部方面隊における師団の普通科4個連隊の甲編成から3個普通科連隊による乙編成への改編に備え、北部方面隊および第2師団ではどの連隊を廃止するかで議論が行われていたが、当時は沿岸部および道北稚内までの警備隊区を持ち旧ソビエト（現：ロシア）からの侵攻からの防衛を主眼としていた第3普通科連隊および第26普通科連隊は廃止対象から除外となり、内陸部に置かれていた部隊を廃止する方向で議論が行われていた。
このうち、比較的沿岸区域から離れた内陸に位置しオホーツク海側といった侵攻の可能性としては比較的低い位置にある遠軽駐屯地の第25普通科連隊と、北海道第2位の人口規模を持ち師団では一番の精強として師団長の虎の子部隊として運用されていた第9普通科連隊のいずれかが案となっていた。
当時としては師団長のお膝元の連隊かつ師団一の部隊を廃止する必要は無いとの事もあり、第25普通科連隊が一番の廃止対象となっていたものの、しかし当時の廃止予定の連隊が駐屯する遠軽町が連隊の廃止に強い反対運動を行った上、道東地方の連隊・駐屯地が廃止することにより有権者からの支持力低下を恐れた鈴木宗男の圧力で第25普通科連隊が廃止を免れる結果になり、その結果として最終的に政治的な圧力により廃止対象としては一番可能性が低かった9連隊が廃止になるという非常に当時としても希な理由で廃止された連隊であった（この事情に関しては第9普通科連隊・第25普通科連隊所属隊員および在旭川部隊では周知の事実で現在でも暗黙の了解事例として伝えられている）。また、旭川市は戦技能力に長けて第2師団一の実力を持つ連隊であり、師団司令部お膝元の第9普通科連隊が廃止する事は無いと部隊廃止の反対運動を廃止が決まる直前まで行わなかったことも連隊の廃止につながった結果となる。廃止の時点で陸曹以上の大部分の隊員が旭川駐屯地所在部隊などに配置転換され、一部の隊員が留萌駐屯地より移駐した第26普通科連隊第4普通科中隊の所属となり旭川駐屯地で勤務している。第4普通科中隊は本隊と離れて駐屯している関係で副中隊長職に1等陸尉の自衛官が配置されている。
廃止直前に実施された最後の戦闘団検閲は、40キロ行軍終了直後僅か2時間足らずで最初の目標を奪取し、その2時間後に次の目標を奪取。さらに1時間後、別の目標を確保しヘリボーンや並列での攻撃により、最終的に行軍を含めたわずか28時間足らずで状況を終了するという今までにない戦闘団検閲だったと後年まで語られている。

## 廃止後
所属人員の分散に関して以下に記す
- 第3普通科連隊および第25普通科連隊：充足率向上のために配置、それぞれ約200名程度
- 第26普通科連隊第4普通科中隊：留萌駐屯地では教育中隊として運用されていた中隊を旭川駐屯地に移駐させ、旭川に自宅を保有する隊員を中心に当時約200名程度を旭川駐屯地に残置させる目的で再編制している。
- 旭川駐屯地業務隊：定年が近い上曹クラスを中心に配置、約10名程度
- 第2特科連隊射撃大隊、情報中隊等：普通科中隊迫撃砲小隊や重迫撃砲中隊の観測要員を中心に配置、約15名程度
- 第2後方支援連隊本部付隊・武器隊・衛生隊・輸送隊：本部管理中隊管理整備小隊・衛生小隊・輸送小隊の他に普通科中隊の人員を中心に配置、それぞれ20名程度
- 第2施設大隊：本部管理中隊施設作業小隊の人員を中心に配置、約30名程度

後に第3普通科連隊や第25普通科連隊、第26普通科連隊第4普通科中隊に配置された要員の一部は新設の第52普通科連隊第2普通科中隊要員に組み込まれた。
第9普通科連隊の輝かしい功績を称え、2014年（平成26年）7月に第9普通科連隊が所在していた旭川駐屯地内隊舎に9連顕彰室が設けられている。見学は旭川駐屯地業務隊に要確認。